# Christophoruskirche (Saara)

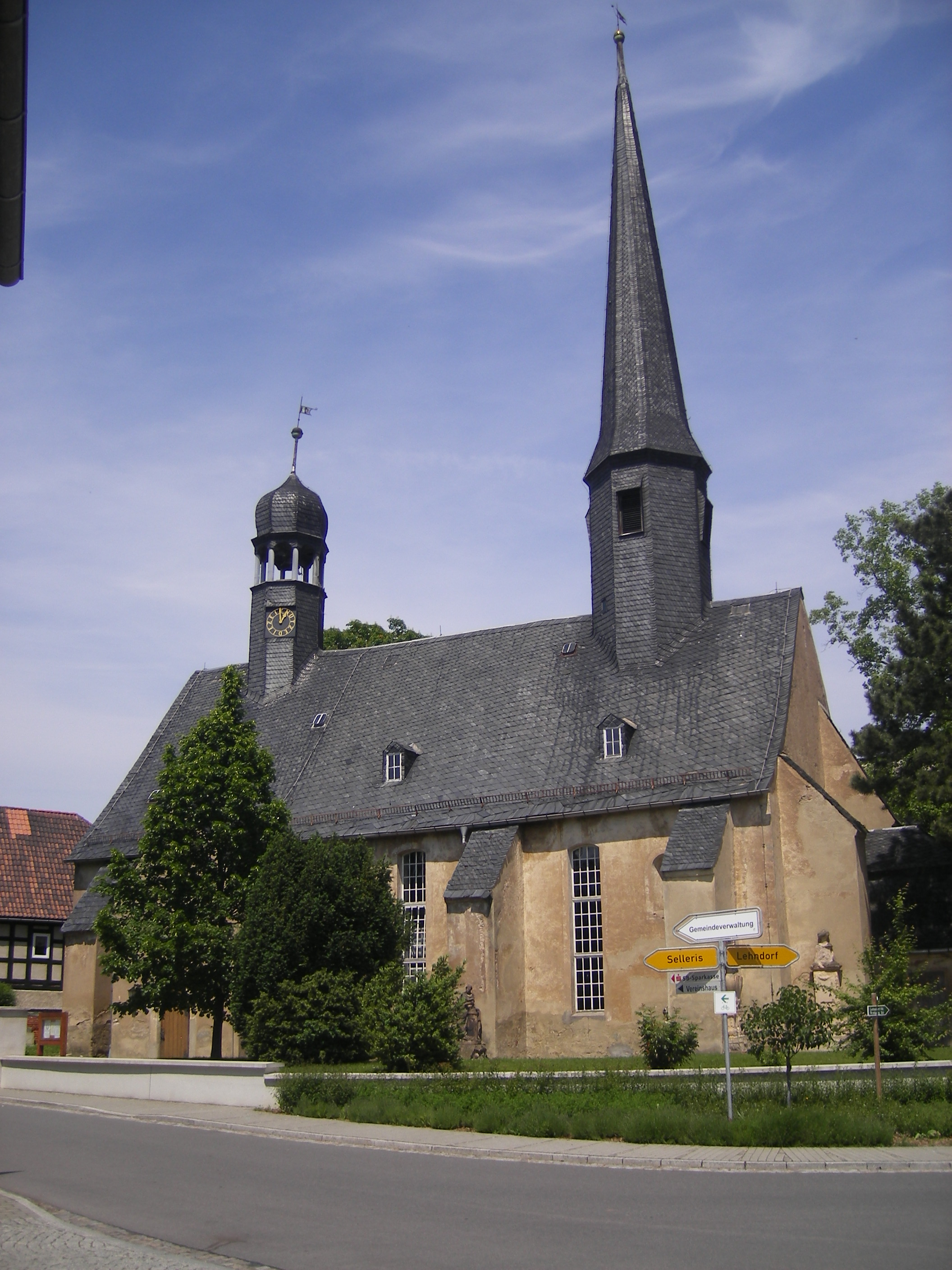
Christophoruskirche Saara

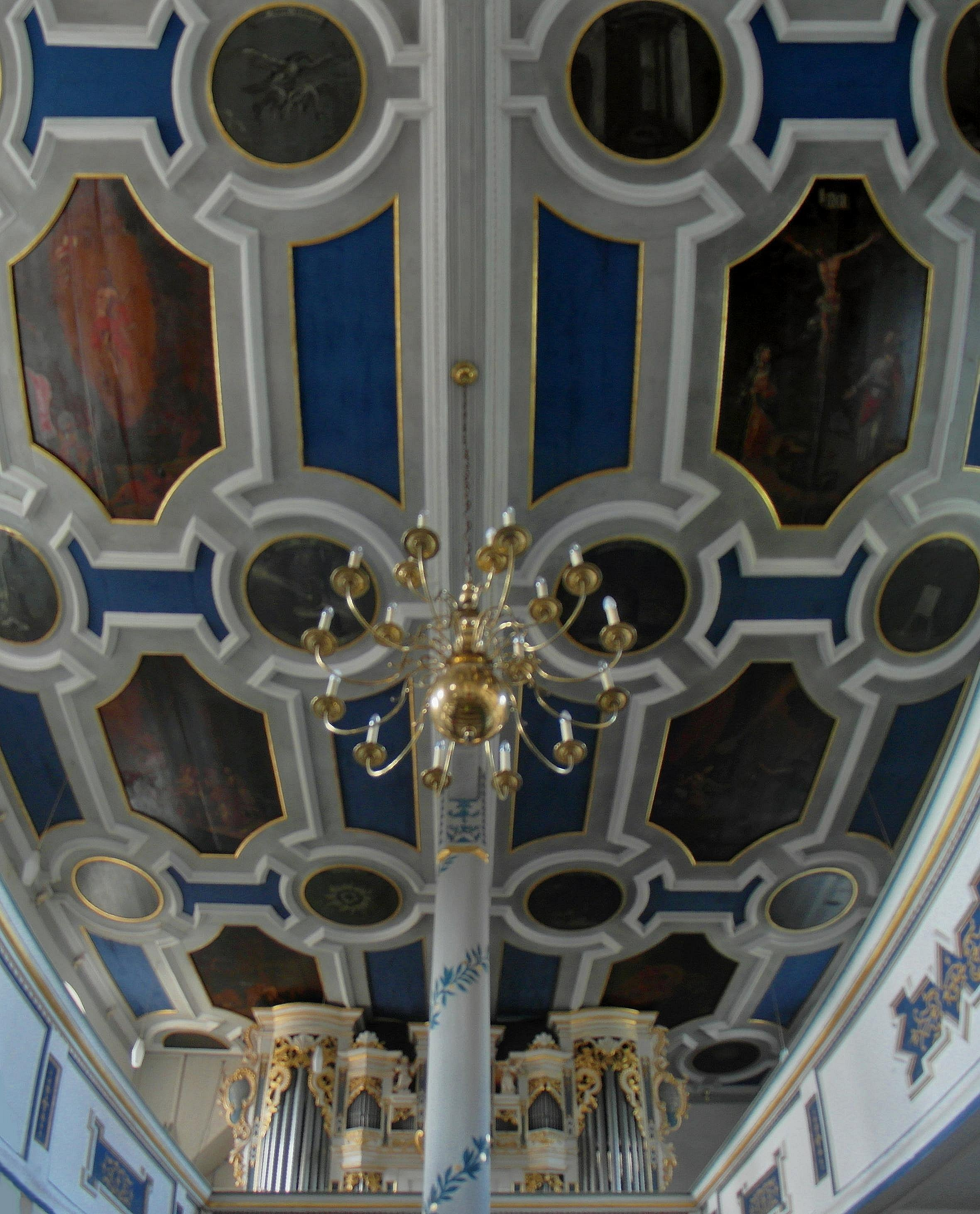
Decke und Orgel

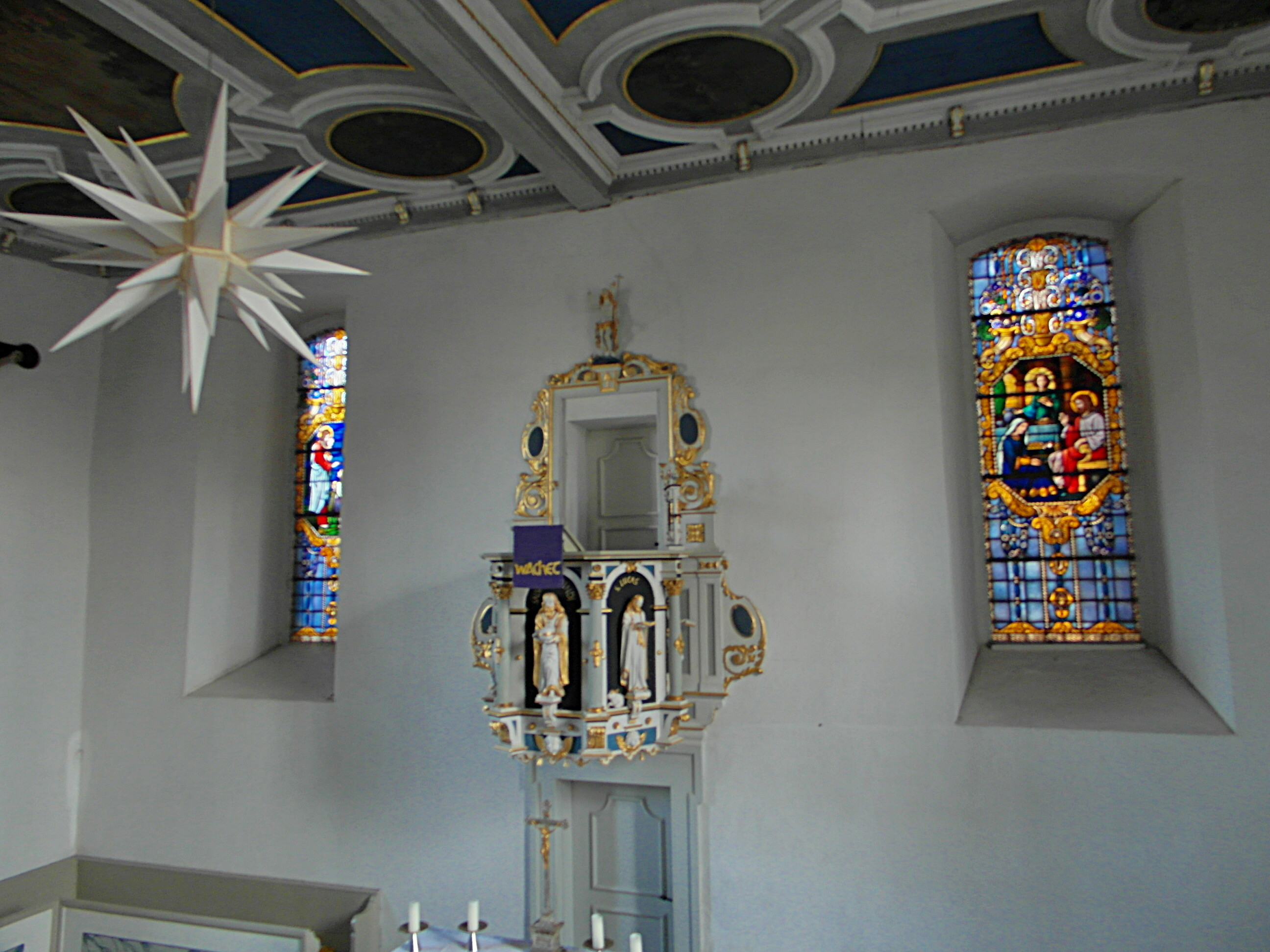
Altar

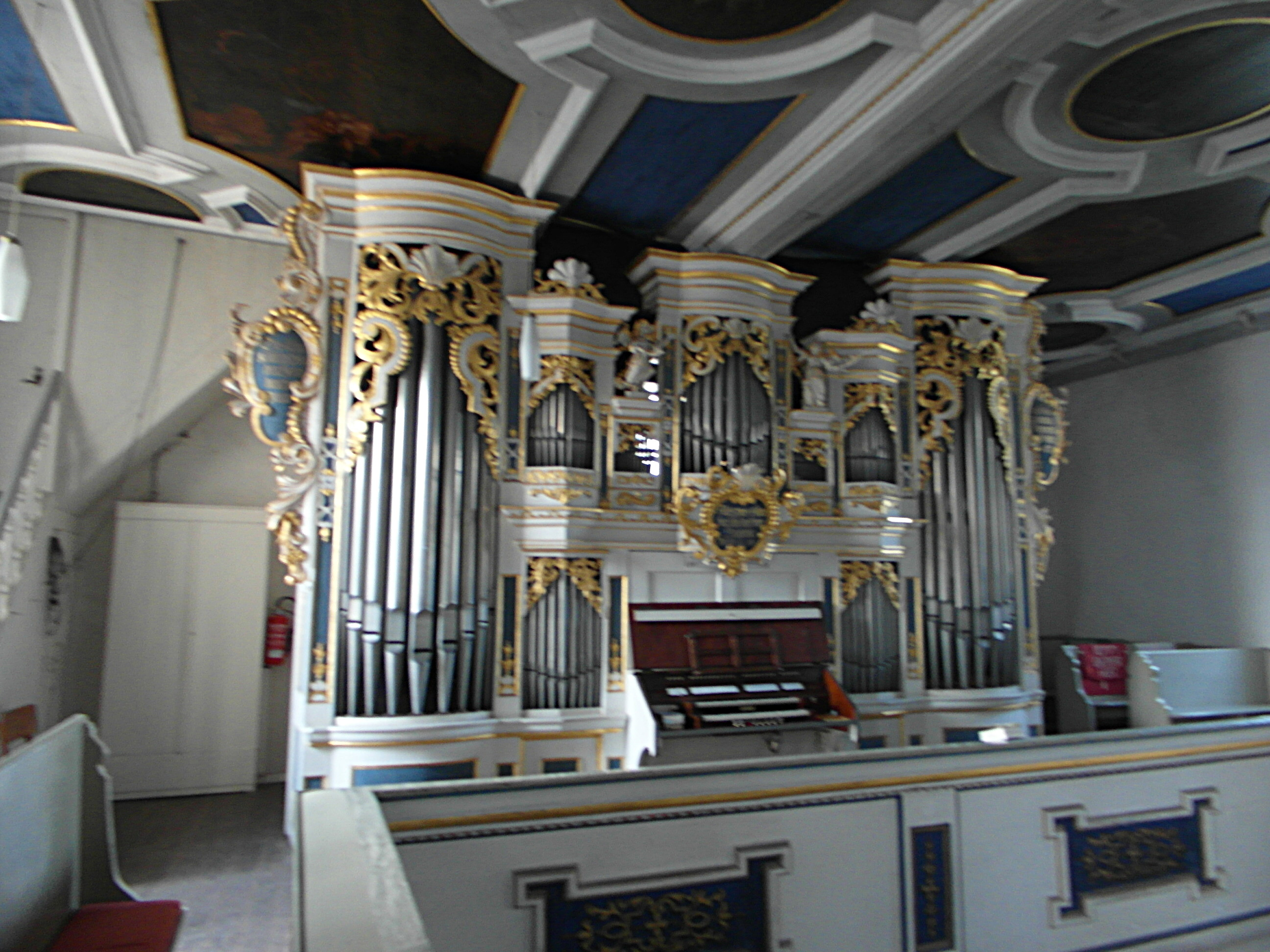
Orgel

Die evangelische Christophoruskirche ist eine im Kern romanische, vielfach umgebaute Saalkirche im Ortsteil Saara von Nobitz im Landkreis Altenburger Land in Thüringen. Sie gehört zum Kirchspiel Ponitz-Saara im Kirchenkreis Altenburger Land der Evangelischen Kirche in Mitteldeutschland. Die Kirche ist eine Station am Lutherweg Thüringen.

## Geschichte und Architektur
Die Kirche Saara ist eine rechteckige Saalkirche mit Satteldach und zwei Dachreitern. Am kleineren der beiden Dachreiter ist das Zifferblatt der Uhr angebracht, auf dem man statt der zwölf Zahlen den Sinnspruch liest: NÜTZE DIE ZEIT. Zwei Vorhallen an der Süd- und Nordseite aus den Jahren 1522 und 1687 erschließen das Bauwerk. Im Osten ist eine Sakristei angebaut. Massige Stützpfeiler gliedern die Umfassungsmauern.
Das Innere wird durch eine Felderdecke aus dem Jahr 1687 mit Unterzug abgeschlossen, die von einer starken Holzsäule getragen wird. Auf jeder Seite sind fünf Bildfelder zu sehen, auf denen Schöpfung, Sündenfall und acht Szenen aus dem Leben und der Passion Christi dargestellt sind. Außerdem sind je zwölf Medaillons mit emblematischen Darstellungen zu finden. Diese Deckengestaltung ist um 1700 entstanden und wurde 1911 restauriert.

## Ausstattung
Der Kirchenraum ist an drei Seiten von einer Empore eingefasst. An der Ostwand ist eine polygonale Kanzel von 1664 mit Ecksäulen und den Statuen des Salvator mundi und der Evangelisten angebracht. Über dem Aufgang zur Kanzel ist der auferstandene Christus dargestellt. Ein großes Kruzifix in handwerklicher Arbeit ist auf 1664 datiert.
Drei Pastorenbildnisse aus dem 17. und 18. Jahrhundert sind prächtig gerahmt. Auf dem Kirchhof sind barocke und klassizistische Grabmäler erhalten.
Die Orgel mit einem prächtigen, kleinteiligen Prospekt ist ursprünglich ein Werk von Tobias Heinrich Gottfried Trost aus dem Jahr 1750, von dem 
im Wesentlichen noch das Gehäuse erhalten ist. Bereits 1788 wurde das Werk durch Christian Gottlob und Gotthold Heinrich Donati umgebaut. Weitere Umbauten erfolgten 1828 durch Friedrich Wilhelm Trampeli, 1887 durch Hermann Kopp und 1911/1912 durch Heinrich Hegermann, so dass nur noch Rudimente der ursprünglichen Orgel erhalten sind.